# Ogcodes zonatus
Ogcodes zonatus – gatunek muchówki z podrzędu krótkoczułkich i rodziny opękowatych.
Gatunek ten opisany został w 1840 roku przez Wilhelma Ferdinanda Erichsona.
Muchówka o ciele długości od 4 do 7 mm. Skrzydła jej są przezroczyste, a przezmianki odznaczają się bardzo ciemnymi główkami. Łuski tułowiowe są częściowo brunatne. Odnóża są czarno-żółte. Tylna para odnóży ma zakrzywione, na końcu zgrubiałe, krótsze od bioder, brunatne golenie.
Owad znany z Palearktyki, w tym Polski, Afryki Północnej, Bliskiego Wschodu i jej części wschodniej. Owady dorosłe są aktywne od czerwca do sierpnia.